# TRIAC
TRIAC (viết tắt của triode for alternating current) là phần tử bán dẫn gồm năm lớp bán dẫn, tạo nên cấu trúc p-n-p-n như ở thyristor theo cả hai chiều giữa các cực T1 và T2, do đó có thể dẫn dòng theo cả hai chiều giữa T1 và T2. TRIAC có thể coi tương đương với hai thyristor đấu song song song ngược.để điều khiển Triac ta chỉ cần cấp xung cho chân G của Triac.

## Đặc tính V-A
Đặc tính Volt-Ampere của TRIAC bao gồm hai đoạn đặc tính ở góc phần tư thứ nhất và thứ ba (hệ trục Descartes), mỗi đoạn đều giống như đặc tính thuận của một thyristor.
TRIAC có thể điều khiển cho mở dẫn dòng bằng cả xung dương (dòng đi vào cực điều khiển) lẫn xung âm (dòng đi ra khỏi cực điều khiển). Tuy nhiên xung dòng điều khiển âm có độ nhạy kém hơn, nghĩa là để mở được TRIAC sẽ cần một dòng điều khiển âm lớn hơn so với dòng điều khiển dương. Vì vậy trong thực tế để đảm bảo tính đối xứng của dòng điện qua TRIAC thì sử dụng dòng điện dương là tốt hơn cả.

## Ứng dụng
TRIAC đặc biệt hữu ích trong các ứng dụng điều chỉnh điện áp xoay chiều và các công-tắc-tơ tĩnh.
.Đặc tính Volt-Ampere:
Đặc tính Volt-Ampere của TRIAC
Đặc tính Volt-Ampere của TRIAC bao gồm hai đoạn đặc tính ở góc phần tư thứ nhất và thứ ba (hệ trục Descartes), mỗi đoạn đều giống như đặc tính thuận của một thyristor.
TRIAC có thể điều khiển cho mở dẫn dòng bằng cả xung dương (dòng đi vào cực điều khiển) lẫn xung âm (dòng đi ra khỏi cực điều khiển). Tuy nhiên xung dòng điều khiển âm có độ nhạy kém hơn, nghĩa là để mở được TRIAC sẽ cần một dòng điều khiển âm lớn hơn so với dòng điều khiển dương. Vì vậy trong thực tế để đảm bảo tính đối xứng của dòng điện qua TRIAC thì sử dụng dòng điện dương là tốt hơn cả.